# Spragueia trifariana
Spragueia trifariana är en fjärilsart som beskrevs av Walker 1865. Spragueia trifariana ingår i släktet Spragueia och familjen nattflyn. Inga underarter finns listade i Catalogue of Life.